# 鶴田廣巳
鶴田 廣巳（つるた ひろみ、1947年 - ）は、日本の財政学者。関西大学名誉教授。専門は、財政学。

## 略歴
福岡県生まれ。1971年横浜国立大学経済学部卒業。1976年、京都大学大学院経済学研究科博士課程単位修得。大阪経済大学経済学部教授を経て、関西大学商学部教授。
2011年日本租税理論学会理事長。

## 著書

### 共編著
- （藤岡純一）『税制改革への視点：租税民主主義の発展にむけて』（中央経済社、1988年）
- （重森曉・植田和弘）『Basic現代財政学』（有斐閣、1998年／新版、2003年／第3版、2009年）
- （宮本憲一）『所得税の理論と思想』（税務経理協会）、2001年
- （宮本憲一）『世界にみる地方分権と地方財政』（勁草書房、2008年）
- （加茂利男・岡田知弘・角田英昭）『幻想の道州制：道州制は地方分権改革か』（自治体研究社、2009年）
- （大阪自治体問題研究所）『橋下「大阪維新」と国・自治体のかたち：人権・地方自治・民主主義の危機』（自治体研究社、2012年）
- （宮本憲一・諸富徹）『現代租税の理論と思想』（有斐閣、2014年）
- （藤永のぶよ）『税金は何のためにあるの』（自治体研究社、2019年）